# Myrmidonerna
Myrmidonerna var en krigarstam som enligt Iliaden följde Akilles i det trojanska kriget.
Myrmidonerna var de mäktigaste och de vildaste krigarna i hela Grekland och de anfördes av Akilles. De var mycket lojala mot sina ledare och de tränades för att döda och överleva i strid, och de hade samma mål som Akilles — att bli odödliga. De ville höra sina namn i alla världens hörn, och de kämpade för att bli berömda i tusen och åter tusen år framåt i tiden. Eudoros, Akilles närmaste man, tillhörde myrmidonerna.
Ovidius berättade att när en pest gjort slut på alla den rättsinnige kung Aiakos undersåtar, förbarmade sig gudarna och förvandlade myrorna i en ekstubbe till mänskliga varelser, kallade "myrmidoner", med ordet myrmidon (klassisk grekiska, singularis: μυρμῐδών, murmidṓn, pluralis: μυρμῐδόνες, murmidónes) efter det grekiska ordet för "myrbo", myrmedon (klassisk grekiska, singularis: μῠρμηδών, murmēdṓn, pluralis: μῠρμηδόνες, murmēdónes). 